# Sun Giant
Sun Giant è il secondo EP del gruppo musicale statunitense Fleet Foxes, pubblicato nel 2008.

## Tracce
Testi e musiche di Robin Pecknold.
1. Sun Giant – 2:14
2. Drops in the River – 4:13
3. English House – 4:41
4. Mykonos – 4:35
5. Innocent Son – 3:07

## Formazione
- Robin Pecknold
- Skyler Skjelset
- Casey Wescott
- Christian Wargo
- Nicholas Peterson